# Жуи, Виктор-Жозеф Этьен де
Викто́р-Жозе́ф Этье́н де Жуи́ (фр. Victor-Joseph Etienne de Jouy; 19 сентября 1764 — 4 сентября 1846) — французский писатель, драматург; состоял во Французской академии.

## Биография
Виктор-Жозеф Этьен де Жуи родился 19 сентября 1764 года в Версале.
Настоящая фамилия Этьен; Jouy — псевдоним. До революции долго состоял на военной службе в Гвиане и Индии. Во время Империи и Реставрации Жуи благодаря своему живому, хотя и поверхностному уму и юмору пользовался широкой популярностью. Этом способствовал целый ряд книг: «L’Hermite de la Chaussée d’Antin», «L’Hermite en Province», «L’Hermite de la Guyane» и другие. 
В драматических произведениях Жуи подражает Вольтеру, гоняясь за глубокомысленными сентенциями. Из его пьес лучшие: «Le mariage de M. Beaufils ou les Réputatious d’emprunt», «L’homme aux convenances», «L’avide héritier». Помимо этого Жуи написал также: «La galerie des femmes» (8 новелл), «Le Franc-Parleur» и другие. Полное собрание сочинений Жуи издано в 1823—1828 годах.
Виктор-Жозеф Этьен де Жуи умер 4 сентября 1846 года в Сен-Жермен-ан-Ле.